# Exomalopsis vernoniae
Exomalopsis vernoniae är en biart som beskrevs av Carlos Schrottky 1909. Exomalopsis vernoniae ingår i släktet Exomalopsis och familjen långtungebin. Inga underarter finns listade i Catalogue of Life.